# Gdóchia
Gdóchia, en grec moderne : Γδόχια, est un village du dème d'Ierápetra, dans le district régional de Lassíthi, de la Crète, en Grèce. Selon le recensement de 2001, la population de Gdóchia compte 73 habitants.
Le village est situé à une altitude de 240 m et à une distance de 23 km à l'ouest d'Ierápetra.